# Appias mata
Appias mata is een vlindersoort uit de familie van de Pieridae (witjes), onderfamilie Pierinae.
Appias mata werd in 1884 beschreven door Kheil.